# Santiago el Mesón
Santiago el Mesón är en ort i Mexiko.   Den ligger i kommunen San Andrés Cabecera Nueva och delstaten Oaxaca, i den sydöstra delen av landet, 300 km sydost om huvudstaden Mexico City. Santiago el Mesón ligger 869 meter över havet och antalet invånare är 122.
Terrängen runt Santiago el Mesón är kuperad åt sydväst, men åt nordost är den bergig. Runt Santiago el Mesón är det ganska glesbefolkat, med 27 invånare per kvadratkilometer. Närmaste större samhälle är Morelos, 10,0 km sydost om Santiago el Mesón. I omgivningarna runt Santiago el Mesón växer huvudsakligen savannskog.